# Tiraspol
Tiraspol (toponimo romeno; in moldavo Tиpacпoл? ; in russo Тирасполь?, Tiraspol'; in ucraino Тираспіль?, Tyraspil') è una città della Moldavia, capoluogo dell'unità territoriale autonoma della Transnistria e de facto capitale della Transnistria.
È stata a lungo capitale della Repubblica Socialista Sovietica Autonoma Moldava ed è il principale centro russofono del paese. Con l'autoproclamazione di secessione della Transnistria, la città è divenuta capitale dello Stato.

## Geografia fisica
La città si trova sulla riva sinistra del fiume Dnestr, a 10 km dal confine con l'Ucraina e a circa 60 km dal liman.

## Origini del nome
Il toponimo deriva dal greco ed è formato dalle parole Tyras (Τύρας), nome di una vicina colonia greca e antico nome del fiume Dnestr, e polis (πόλις).

## Storia
Nel 1792 l'esercito dell'Impero russo, guidato dal generale Aleksandr Suvorov, scelse di costruire una fortezza per difendere i confini dei territori guadagnati con il trattato di Iași, mentre l'insediamento si sviluppò a partire dal 1795. Con il trattato di Bucarest del 1812 l'Impero annesse i territori del principato di Moldavia e così la città fu colonizzata sia dai russi che dagli ucraini.
Tra il 1924 e il 1940 è stata capitale della Repubblica Socialista Sovietica Autonoma Moldava, una repubblica autonoma della Repubblica Socialista Sovietica Ucraina.
Nel 1940 con il patto Molotov-Ribbentrop, la Bessarabia fu ceduta all'Unione Sovietica fino a quando durante l'operazione Barbarossa la città fu conquistata dalla Romania, che divenne una delle forze dell'Asse. Tiraspol fu riconquistata dall'Armata Rossa il 12 aprile 1944 e tornò a far parte della Repubblica Socialista Sovietica Moldava.
Il 27 gennaio 1990 si tenne in città un referendum che spinse alla dichiarazione d'indipendenza della città, affiancata dalla municipalità di Tighina. Poco più tardi quell'anno, il 2 settembre, fu proclamata la Repubblica Moldava di Pridniestrov, con capitale Tiraspol, non ricevendo alcun riconoscimento internazionale, neanche dalla vicina Unione Sovietica.

## Sport
È sede di due società di calcio: lo Sheriff Tiraspol, squadra più titolata della Moldavia (vincitore di 21 campionati nazionali) e prima e unica squadra moldava a partecipare a un’edizione della UEFA Champions League (2021-2022), e la Dinamo-Auto, militante in Divizia Nationala.

## Amministrazione

### Gemellaggi
Tiraspol è gemellata con:
- Mykolaïv
- Carapelle
- Volgograd, dal 2006

## Galleria d'immagini

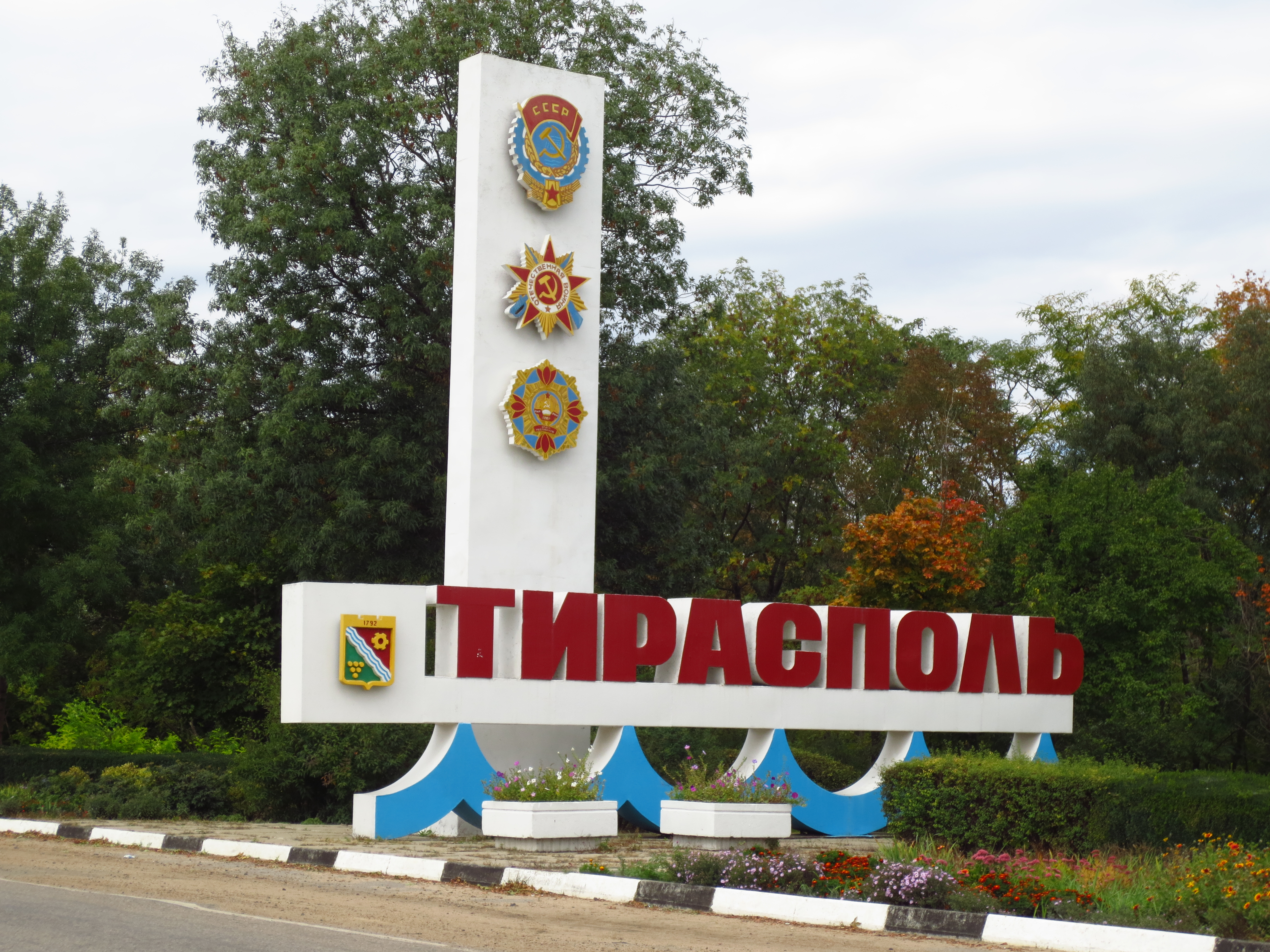
Cartello all'entrata della città
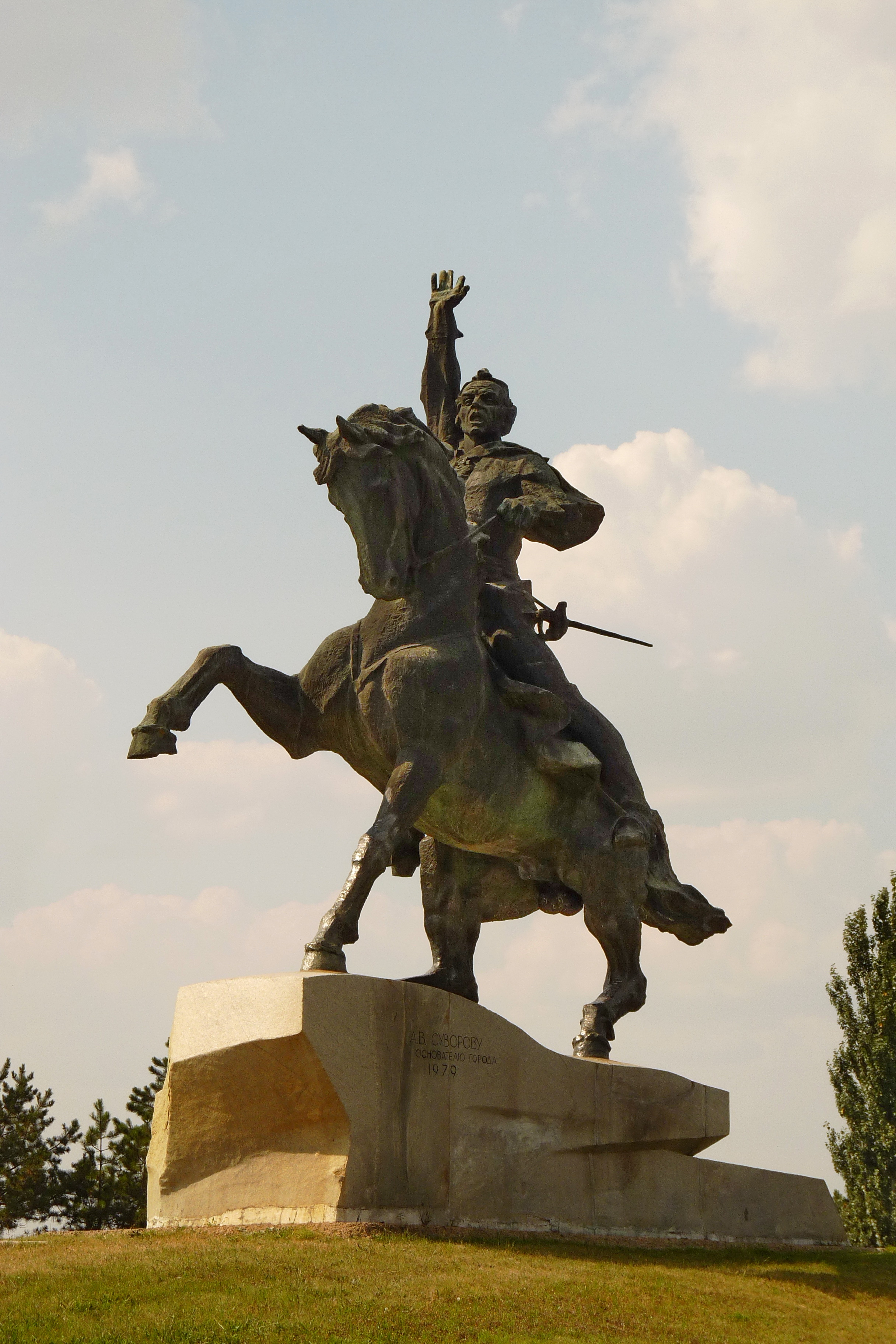
Monumento equestre a Suvorov
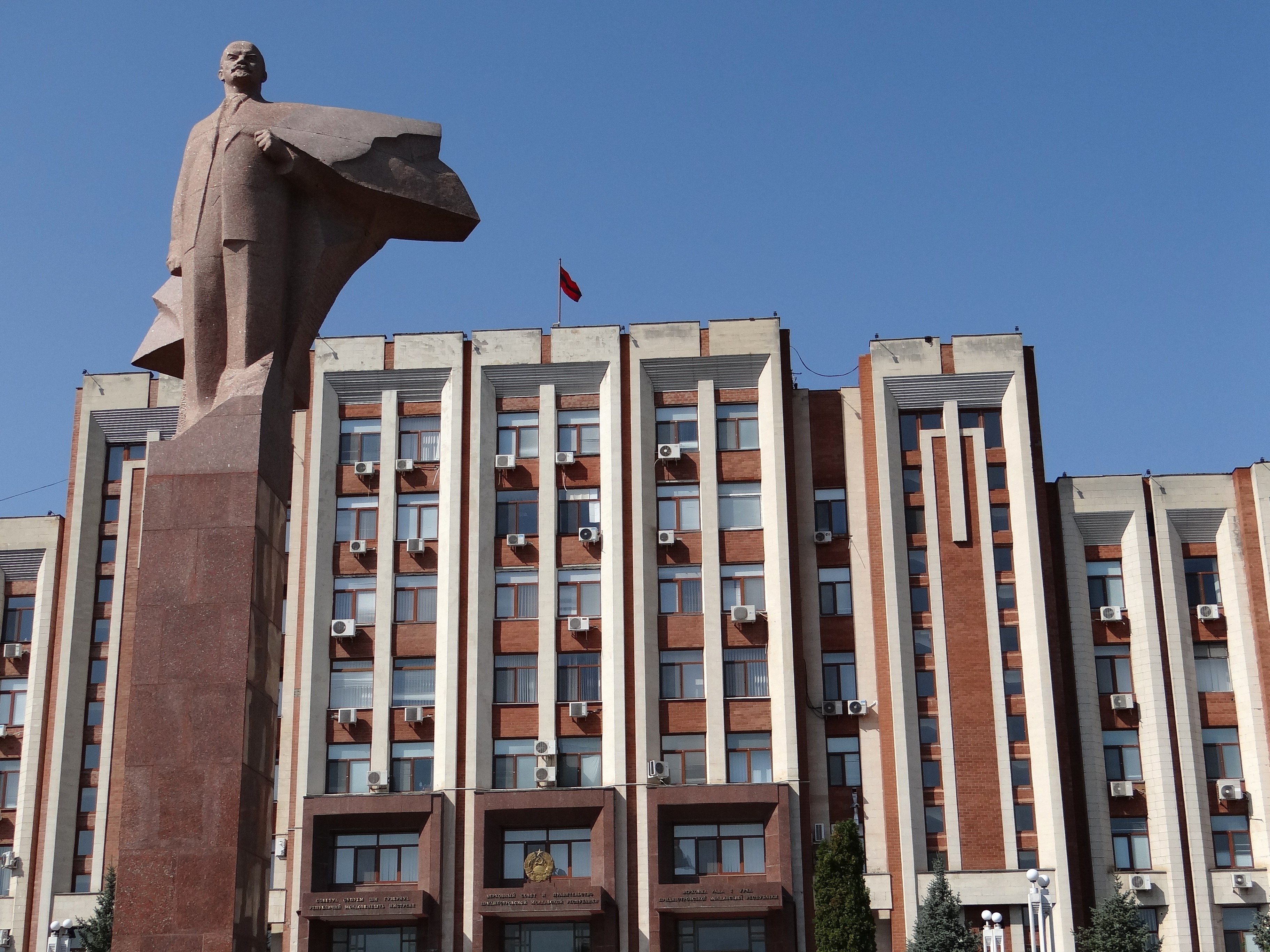
Il Palazzo del Governo e il monumento a Lenin a Tiraspol
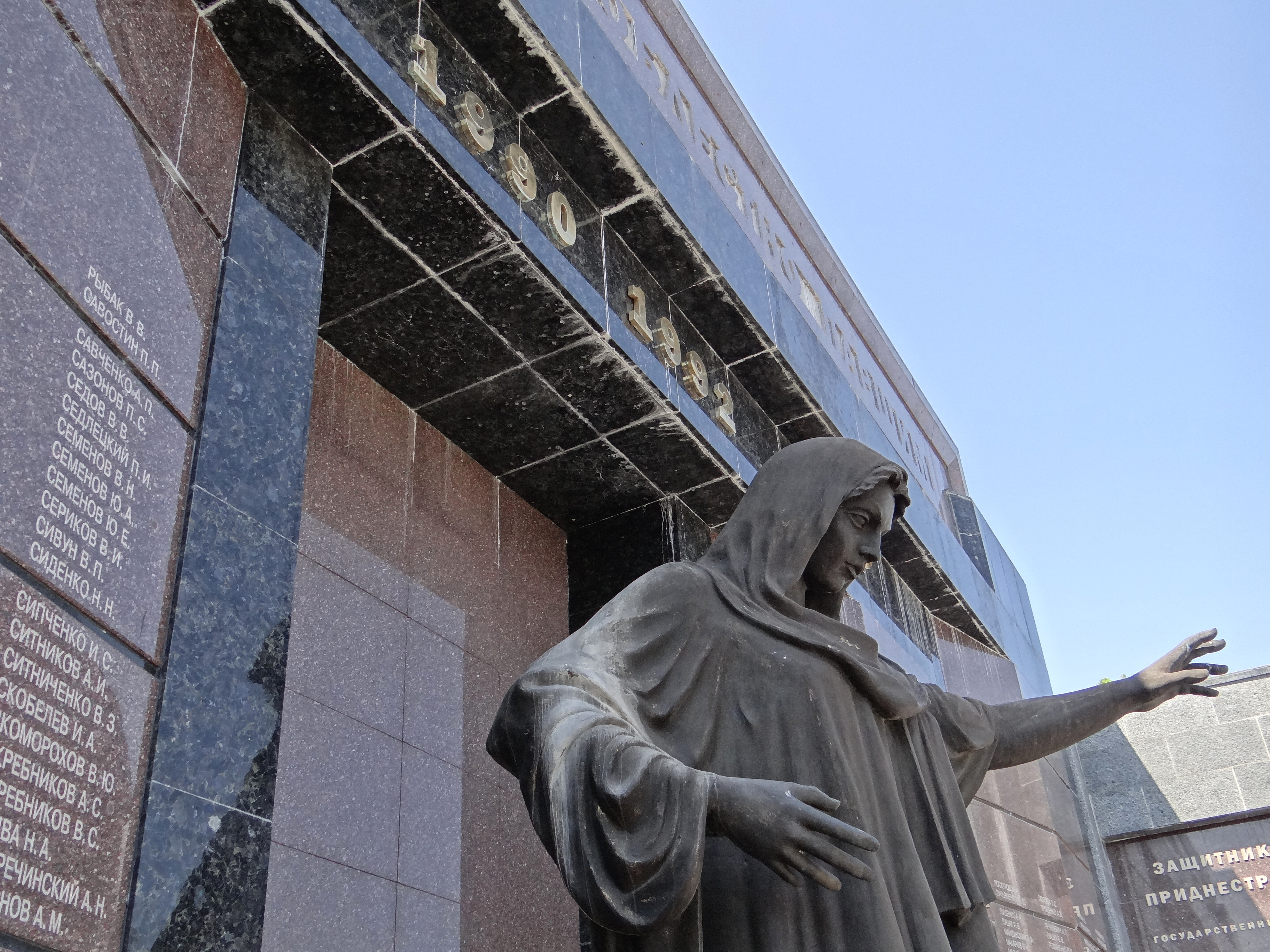
Memoriale di guerra e tomba del milite ignoto
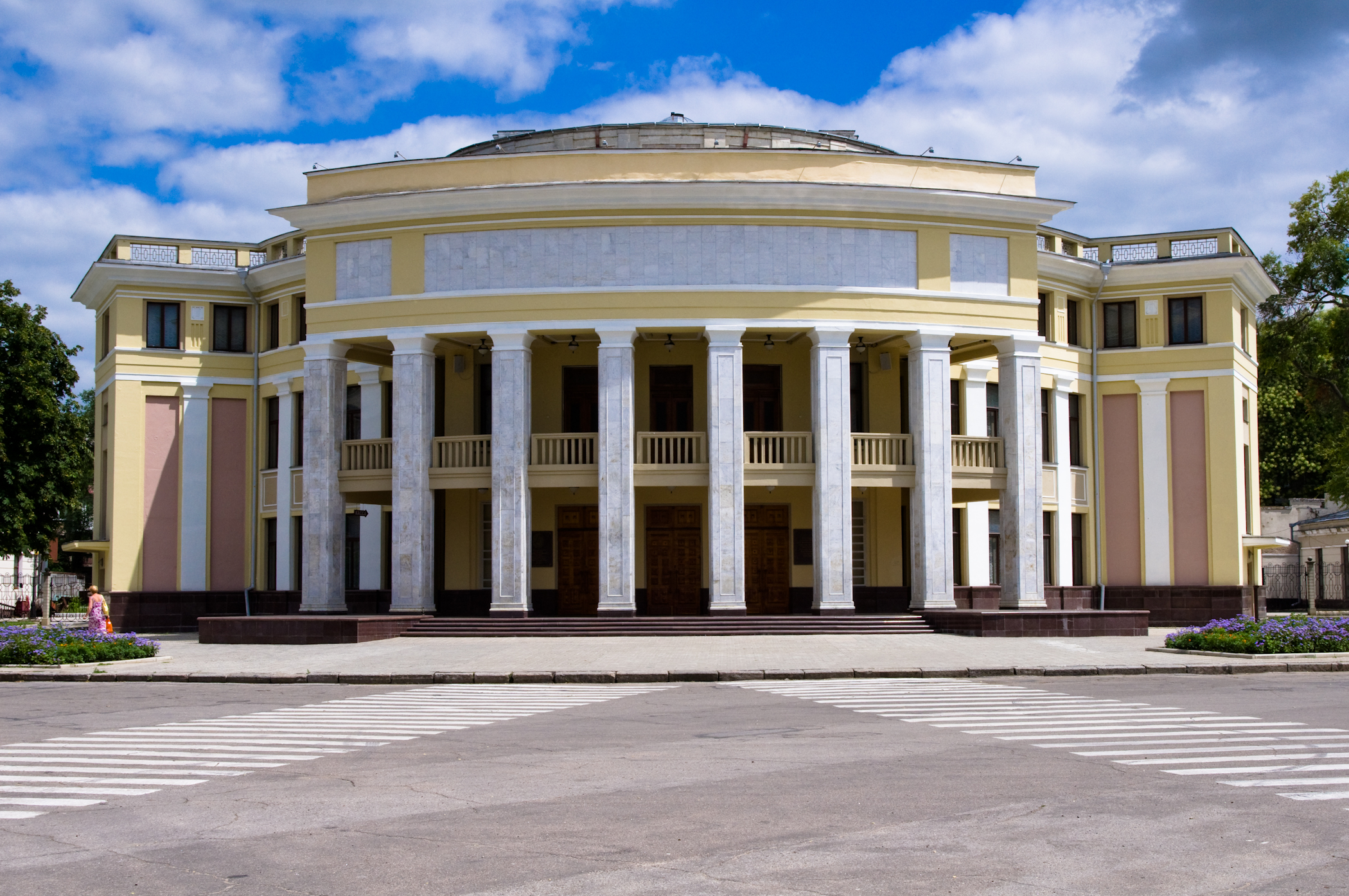
Teatro dramma e commedia al centro di Tiraspol
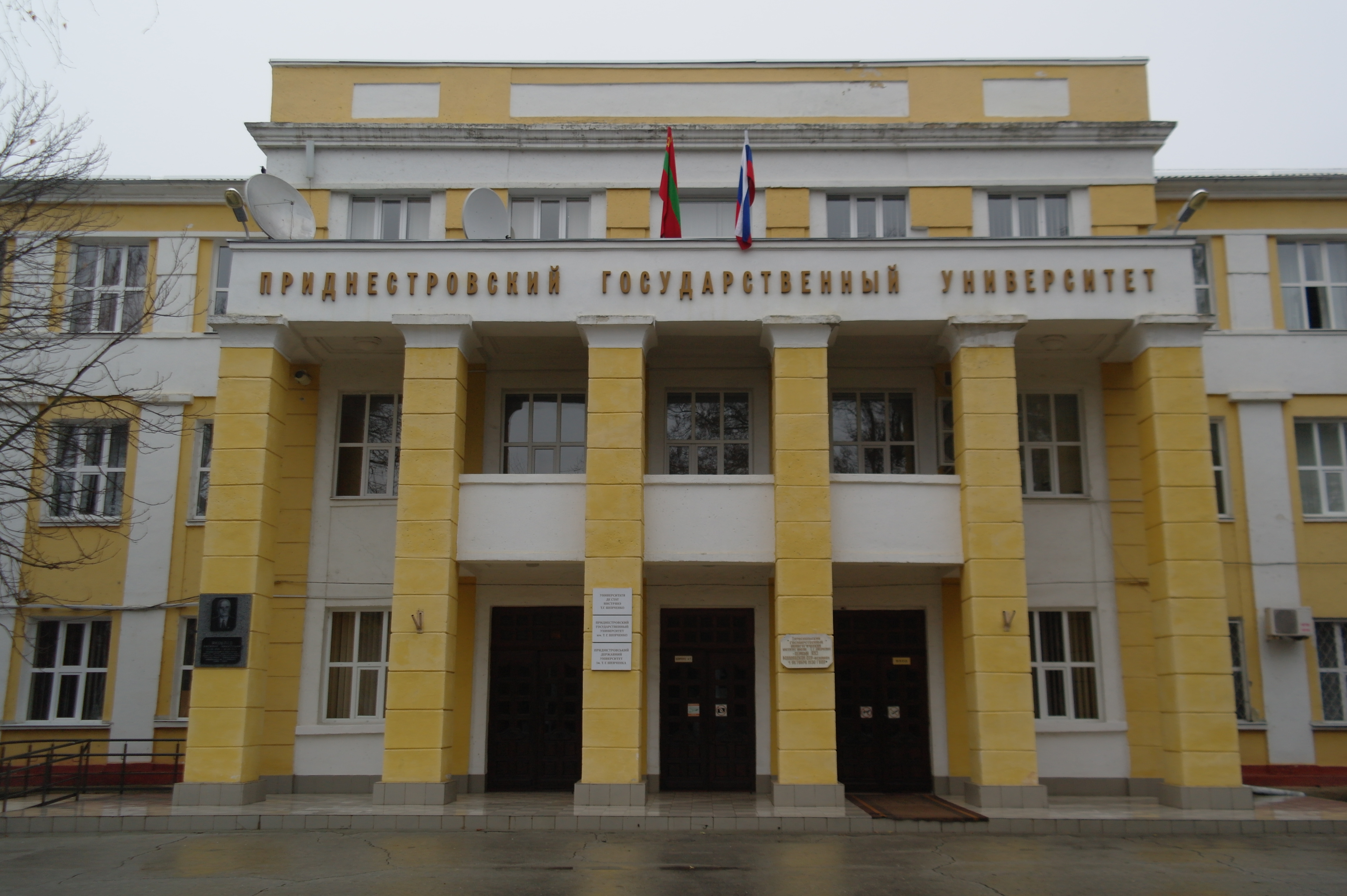
Università della Transnistria
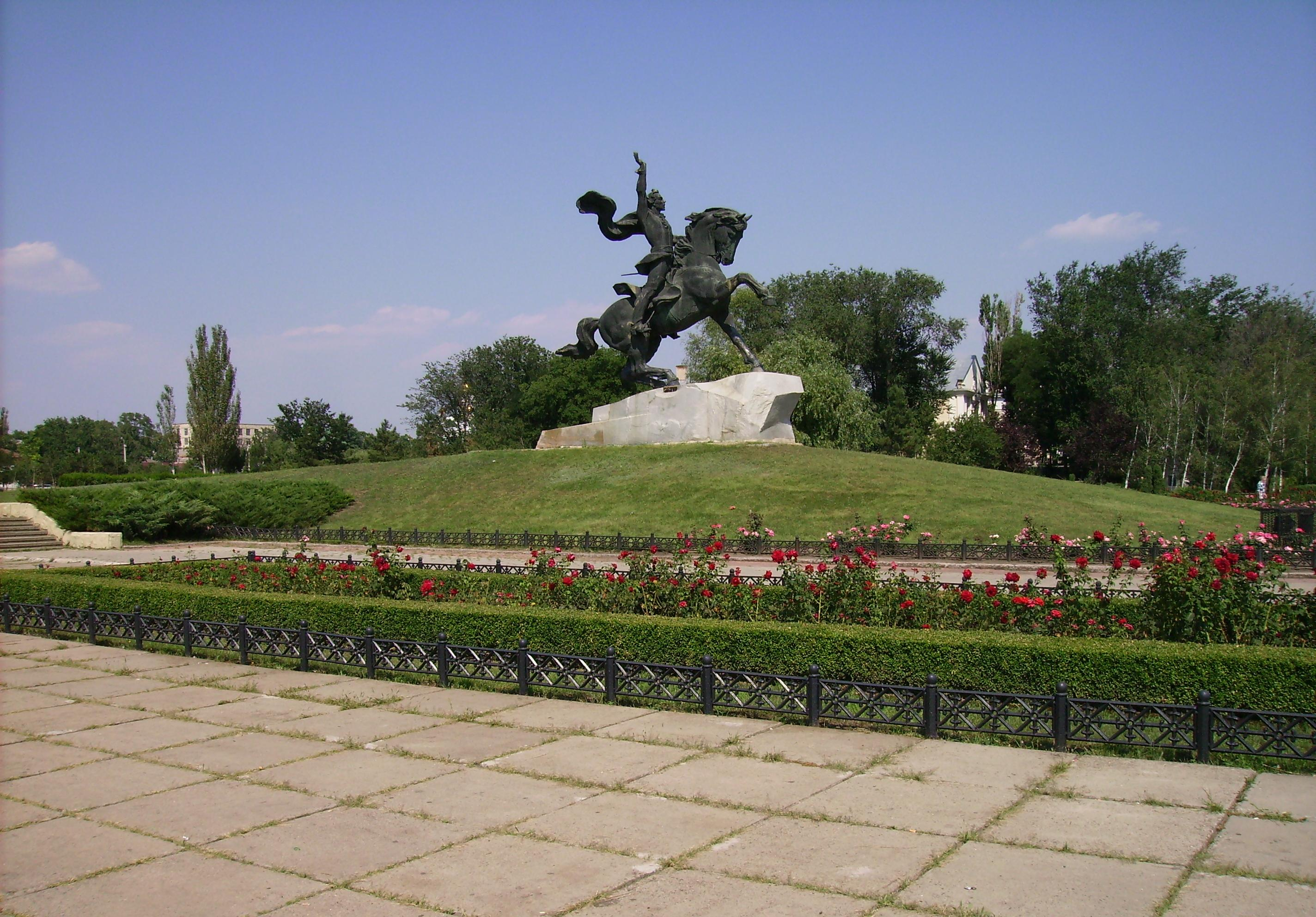
Piazza Suvorov
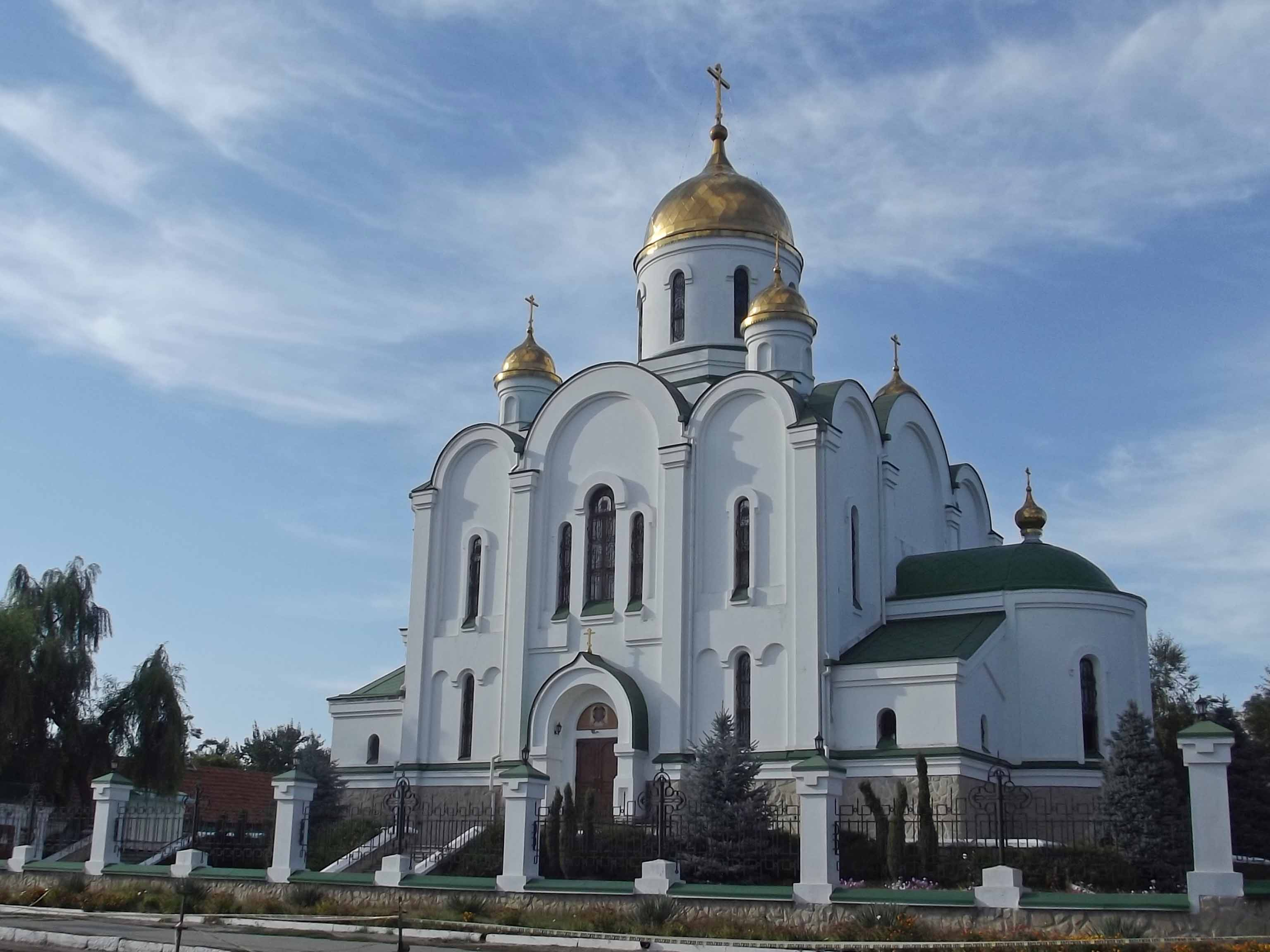
Cattedrale della Natività